# Biglerville
Biglerville es un borough ubicado en el condado de Adams en el estado estadounidense de Pensilvania. En el año 2000 tenía una población de 1101 habitantes y una densidad poblacional de 666.1 personas por km².

## Geografía
Biglerville se encuentra ubicado en las coordenadas 39°55′49″N 77°14′49″O / 39.93028, -77.24694.

## Demografía
Según la Oficina del Censo en 2000 los ingresos medios por hogar en la localidad eran de $39 861 y los ingresos medios por familia eran $43 750. Los hombres tenían unos ingresos medios de $30 813 frente a los $22 938 para las mujeres. La renta per cápita para la localidad era de $18 142. Alrededor del 9.2% de la población estaba por debajo del umbral de pobreza.